# Minettia longiseta
Minettia longiseta är en tvåvingeart som först beskrevs av Friedrich Hermann Loew 1847.  Minettia longiseta ingår i släktet Minettia och familjen lövflugor. Arten har ej påträffats i Sverige. Inga underarter finns listade i Catalogue of Life.